# Virgínia Moura

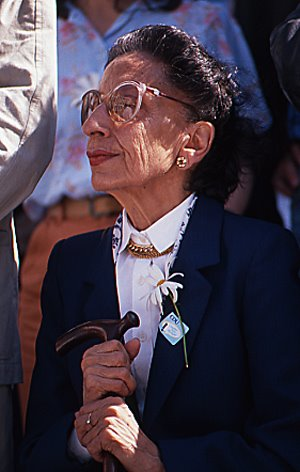
Virgínia Moura, 1988

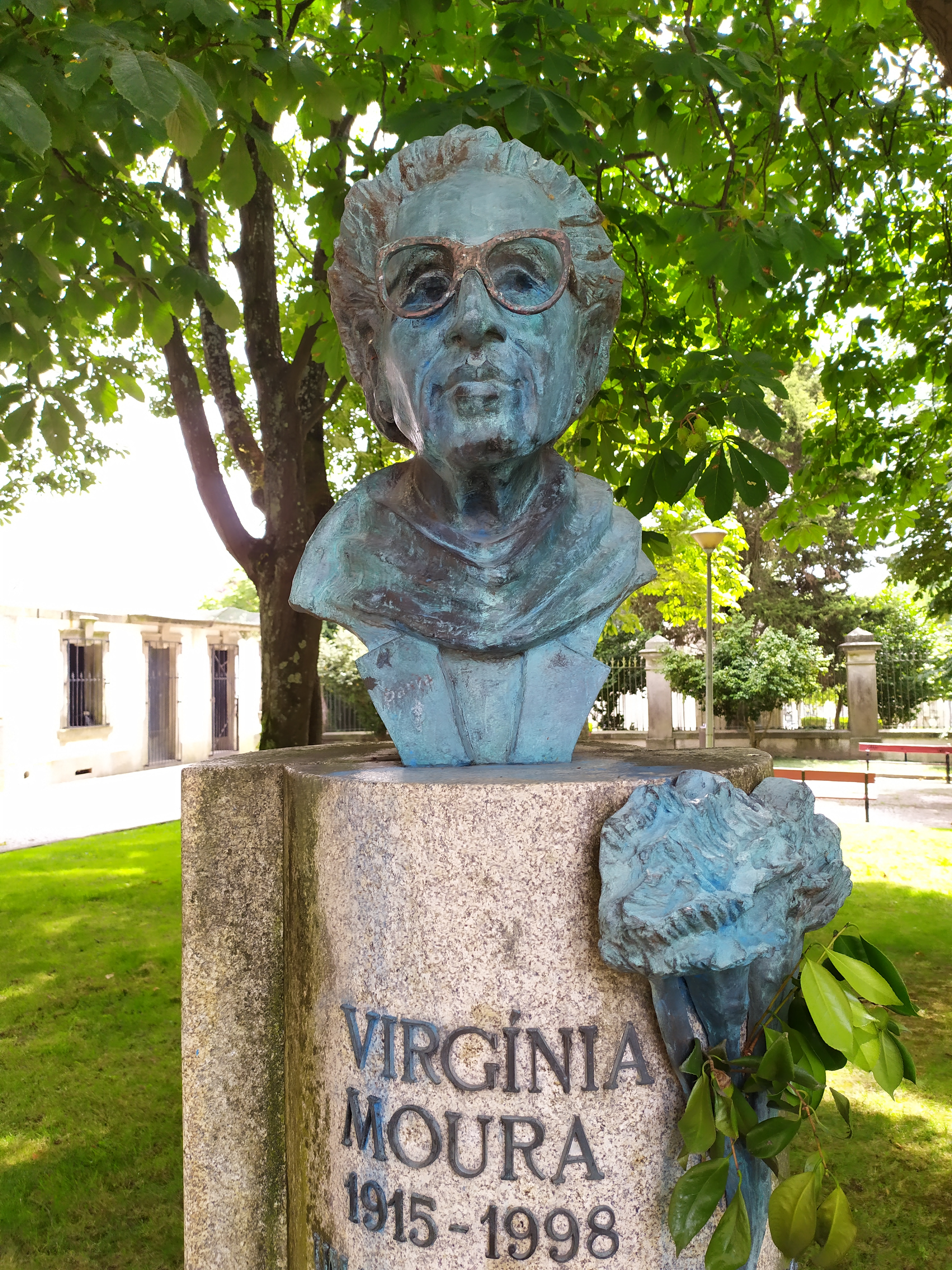
Denkmal für Virgínia Moura, Largo de Soares dos Reis in Porto

Virgínia Faria de Moura (* 19. Juli 1915 in Guimarães, São Martinho do Conde; † 19. April 1998 in Porto) war die erste diplomierte Bauingenieurin Portugals. Sie wurde bekannt als politische Aktivistin im Widerstand gegen den Estado Novo.

## Leben
Virgínia Moura wurde 1915 im Distrikt Braga geboren. Sie war die Tochter einer alleinerziehenden Mutter, was sie prägte und ihren „revolutionären“ Charakter formte.
Im Alter von 15 Jahren nahm sie an einem Studentenstreik in Póvoa de Varzim teil, um gegen die Ermordung eines jungen Studenten namens Branco durch die Polizei zu protestieren. Drei Jahre später war sie bereits mit dem Partido Comunista Português verbunden, als sie sich der portugiesischen Organisation der Internationalen Roten Hilfe (Socorro Vermelho) zur Unterstützung portugiesischer und spanischer politischer Gefangener anschloss.
Bei Socorro Vermelho lernte sie António Lobão Vital kennen, der zu dieser Zeit Architektur studierte. Er sollte ihr Lebensgefährte werden, 42 Jahre lang bis zu seinem Tod. Obwohl sich beide Kinder wünschten, bekamen sie keine.
Virgínia Moura schloss ein Studium an der Fakultät für Ingenieurwesen der Universität Porto ab und war damit die erste Portugiesin, die einen Abschluss als Bauingenieurin erhielt. Der Zugang zum öffentlichen Dienst wurde ihr verwehrt, da ihr Vorstrafenregister sie bereits als ernsthafte Gegnerin des faschistischen und diktatorischen Estado Novo auswies. Sie studierte auch Mathematik und besuchte die Fakultät für Geisteswissenschaften der Universität Coimbra.
Vor der Nelkenrevolution im April 1974 beteiligte sie sich aktiv an pro-demokratischen Bewegungen, darunter zum Beispiel während der Kandidatur von José Norton de Matos für das Präsidentenamt 1949. 1951 wurde sie wegen „Landesverrats“ vor Gericht gestellt, weil sie eine Erklärung unterzeichnet hatte, in der António de Oliveira Salazar aufgefordert wurde, mit der indischen Regierung über die Kolonialgebiete Goa und Daman und Diu zu verhandeln. Sie stand in Verbindung mit der Kandidatur von Humberto Delgado, mit den Studierendenbewegungen von 1962 und mit den Kongressen der demokratischen Opposition in Aveiro (1969 und 1973). Moura wurde sechzehn Mal von der PIDE verhaftet (das erste Mal 1949), neun Mal angeklagt, drei Mal verurteilt und wurde bei öffentlichen Veranstaltungen wiederholt von der Polizei geschlagen. Im Laufe ihres politischen und zivilgesellschaftlichen Engagements war sie Mitglied des Movimento da Unidade Antifascista, des Movimento de Unidade Democrática, des Conselho Nacional das Mulheres Portuguesas und des Movimento Nacional Democrático.
In den 1940er und 1950er Jahren entfaltete Moura in Porto eine intensive kulturelle Tätigkeit, indem sie (unter dem Pseudonym „Maria Selma“) an verschiedenen Zeitungen und Zeitschriften mitarbeitete, die Herausgabe der Zeitschrift Sol Nascente förderte und verschiedene Veranstaltungen unter Beteiligung von Teixeira de Pascoaes, Maria Isabel Aboim Inglês und Maria Lamas veranstaltete.
Noch in der Zeit der Illegitalität der Partei wurde Moura Mitglied des Zentralkomitees des Partido Comunista Português.
Nach der Nelkenrevolution setzte sie unter den neuen Bedingungen ihren Einsatz zur Festigung eines demokratischen Regimes fort. Für ihr gesellschaftliches Engagement wurde sie mit dem Ordem da Liberdade im Range eines Großoffiziers und mit der Ehrenmedaille des Stadtrats von Porto ausgezeichnet.
Virgínia Moura starb 1998 in Porto.
Anlässlich ihres 80. Geburtstags erschienen 1996 Texte von Moura in dem Sammelband Mulher de Abril: álbum de memórias. 1999 wurde ein Denkmal des Bildhauers Manuel Dias enthüllt, genau 50 Jahre nach ihrer ersten Verhaftung durch die PIDE. Die Skulptur wurde vor dem Gebäude aufgestellt, in dem die Geheimpolizei ihren Sitz hatte. Anlässlich ihres 10. Todestages 2008 fand im Centro Cultural von Rio Tinto eine Ausstellung zu ihren Ehren statt.